# Bulbophyllum perforans
Bulbophyllum perforans är en orkidéart som beskrevs av Johannes Jacobus Smith. Bulbophyllum perforans ingår i släktet Bulbophyllum och familjen orkidéer. Inga underarter finns listade i Catalogue of Life.